# Diaphanodon blandus
Diaphanodon blandus är en bladmossart som beskrevs av Ferdinand François Gabriel Renauld och Jules Cardot 1900. Diaphanodon blandus ingår i släktet Diaphanodon och familjen Trachypodaceae. Inga underarter finns listade i Catalogue of Life.